# Lionychus albonotatus
Lionychus albonotatus es una especie de escarabajo de la familia Carabidae.

## Distribución geográfica
Se distribuye por el paleártico de la mitad sur de Europa, el norte de África y el extremo occidental de Asia.